# Nakodar

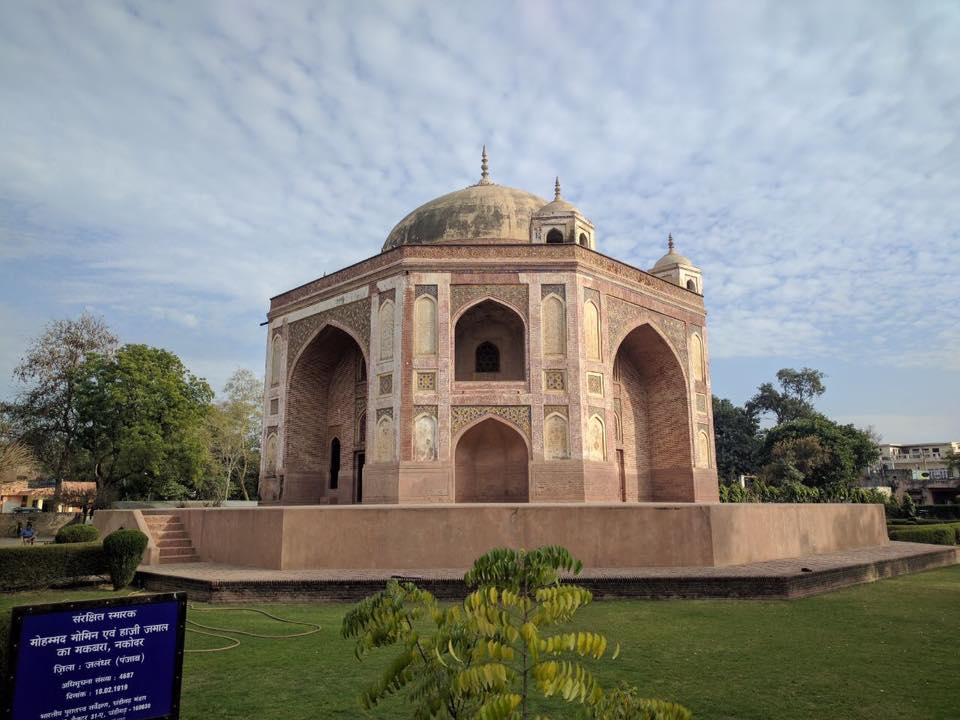
Tomb of Mohammad Momin and Haji Jamal, 01

Nakodar (en punyabí: ਨਕੋਦਰ ) es una ciudad de la India en el distrito de Jalandhar, estado de Punyab.

## Geografía
Se encuentra a una altitud de 235 m s. n. m. a 143 km de la capital estatal, Chandigarh, en la zona horaria UTC +5:30.

## Demografía
Según estimación 2010 contaba con una población de 33 376 habitantes.